# Алукард (Хелсинг)
Алукард (на японски: アーカード) е измислен персонаж и главен герой в телевизионния сериал Хелсинг (аниме) и манга поредицата Хелсинг (манга), създадени от Коута Хирано през 1997 г.
Като главен герой Алукард е най-силният от воините на организцията Хелсинг. Той е не само вампир, а е и един от най-древните вампири. Облича се във Викториански стил.
Името Алукард е „Дракула“, изписано наобратно.

## История
Алукард е роден през зимата на 1431 г. като Влад III Дракула, син на Влад II Дракул. По-късно станал известен като Влад Цепеш или като Kazıklı Bey (наричан така от турците). Той живеел и управлявал непрекъснато във Влашко до смъртта си през 1476 на възраст от 45 години. Алукард си припомня този ден от преди 523 години в глава 71 Castlevania (2). Обстоятелствата около смъртта на Влад и трансформацията му са обяснени в глава 70 Castlevania, но точно как става вампир не се знае.
Бил е заловен от Османската империя след загубата на войната. Войниците му са победени, хората избити, а родината му в пламъци. Влад е екзекутиран.